# Lijst van Nederlandse ministers van Volksgezondheid, Welzijn en Sport
De minister van Volksgezondheid, Welzijn en Sport staat aan het hoofd van het ministerie van Volksgezondheid, Welzijn en Sport.

## Bewindslieden sinds 1848
Sinds 1848 hebben onderstaande personen dit ambt in Nederland vervuld:
| Kabinet | Periode    | Volksgezondheid, Welzijn en Sport   | Volksgezondheid, Welzijn en Sport   | Volksgezondheid, Welzijn en Sport   | Volksgezondheid, Welzijn en Sport          | Partij | Partij |
| --- | ---------- | ----------------------------------- | ----------------------------------- | ----------------------------------- | ------------------------------------------ | ------ | ------ |
| kabinet-Schoof | 2025-heden | Daniëlle Jansen                     | Daniëlle Jansen                     | Daniëlle Jansen                     | Daniëlle Jansen                            |        | NSC    |
| kabinet-Schoof | 2025       | Eddy van Hijum (wnd.)               | Eddy van Hijum (wnd.)               | Eddy van Hijum (wnd.)               | Eddy van Hijum (wnd.)                      |        | NSC    |
| kabinet-Schoof | 2024-2025  | Fleur Agema                         | Fleur Agema                         | Fleur Agema                         | Fleur Agema                                |        | PVV    |
| kabinet-Rutte IV | 2024       | Conny Helder                        | Conny Helder                        | Conny Helder                        | Conny Helder                               |        | VVD    |
| kabinet-Rutte IV | 2022-2024  | Ernst Kuipers                       | Ernst Kuipers                       | Ernst Kuipers                       | Ernst Kuipers                              |        | D66    |
| kabinet-Rutte III | 2017-2022  | Hugo de Jonge                       | Hugo de Jonge                       | Hugo de Jonge                       | Hugo de Jonge                              |        | CDA    |
| kabinet-Rutte II | 2012-2017  | Edith Schippers                     | Edith Schippers                     | Edith Schippers                     | Edith Schippers                            |        | VVD    |
| kabinet-Rutte I | 2010-2012  | Edith Schippers                     | Edith Schippers                     | Edith Schippers                     | Edith Schippers                            |        | VVD    |
| kabinet-Balkenende IV | 2007-2010  | Ab Klink                            | Ab Klink                            | Ab Klink                            | Ab Klink                                   |        | CDA    |
| kabinet-Balkenende III | 2006-2007  | Hans Hoogervorst                    | Hans Hoogervorst                    | Hans Hoogervorst                    | Hans Hoogervorst                           |        | VVD    |
| kabinet-Balkenende II | 2003-2006  | Hans Hoogervorst                    | Hans Hoogervorst                    | Hans Hoogervorst                    | Hans Hoogervorst                           |        | VVD    |
| kabinet-Balkenende I | 2002-2003  | Aart Jan de Geus                    | Aart Jan de Geus                    | Aart Jan de Geus                    | Aart Jan de Geus                           |        | CDA    |
| kabinet-Balkenende I | 2002       | Eduard Bomhoff                      | Eduard Bomhoff                      | Eduard Bomhoff                      | Eduard Bomhoff                             |        | LPF    |
| kabinet-Kok II | 1998-2002  | Els Borst                           | Els Borst                           | Els Borst                           | Els Borst                                  |        | D66    |
| kabinet-Kok I | 1994-1998  | Els Borst                           | Els Borst                           | Els Borst                           | Els Borst                                  |        | D66    |
| vanaf 1994 minister van Volksgezondheid, Welzijn en Sport Cultuur in 1994 ondergebracht bij het Ministerie van Onderwijs, Cultuur en Wetenschap |            |                                     |                                     |                                     |                                            |        |        |
| Kabinet | Periode    | Welzijn, Volksgezondheid en Cultuur | Welzijn, Volksgezondheid en Cultuur | Welzijn, Volksgezondheid en Cultuur | Welzijn, Volksgezondheid en Cultuur        | Partij | Partij |
| kabinet-Lubbers III | 1994       | Jo Ritzen (wnd.)                    | Jo Ritzen (wnd.)                    | Jo Ritzen (wnd.)                    | Jo Ritzen (wnd.)                           |        | PvdA   |
| kabinet-Lubbers III | 1989-1994  | Hedy d'Ancona                       | Hedy d'Ancona                       | Hedy d'Ancona                       | Hedy d'Ancona                              |        | PvdA   |
| kabinet-Lubbers II | 1986-1989  | Elco Brinkman                       | Elco Brinkman                       | Elco Brinkman                       | Elco Brinkman                              |        | CDA    |
| kabinet-Lubbers I | 1982-1986  | Elco Brinkman                       | Elco Brinkman                       | Elco Brinkman                       | Elco Brinkman                              |        | CDA    |
| vanaf 1982 minister van Welzijn, Volksgezondheid en Cultuur                                                                                     |            |                                     |                                     |                                     |                                            |        |        |
| Kabinet | Periode    | Volksgezondheid en Milieuhygiëne    | Partij                              | Partij                              | Cultuur, Recreatie en Maatschappelijk Werk | Partij | Partij |
| kabinet-Van Agt III | 1982       | Til Gardeniers-Berendsen            |                                     | CDA                                 | Til Gardeniers-Berendsen (wnd.)            |        | CDA    |
| kabinet-Van Agt III | 1982       | Til Gardeniers-Berendsen            | Hans de Boer                        | CDA                                 |                                            |        | CDA    |
| kabinet-Van Agt II | 1981-1982  | Til Gardeniers-Berendsen            |                                     | CDA                                 | André van der Louw                         |        | PvdA   |
| kabinet-Van Agt I | 1977-1981  | Leendert Ginjaar                    |                                     | VVD                                 | Til Gardeniers-Berendsen                   |        | CDA    |
| kabinet-Van Agt I | 1977-1981  | Leendert Ginjaar                    | KVP                                 | VVD                                 | Til Gardeniers-Berendsen                   |        |        |
| kabinet-Den Uyl | 1973-1977  | Irene Vorrink                       |                                     | PvdA                                | Harry van Doorn                            |        | PPR    |
| kabinet-Biesheuvel II | 1972-1973  | Louis Stuyt                         |                                     | KVP                                 | Piet Engels                                |        | KVP    |
| kabinet-Biesheuvel I | 1971-1972  | Louis Stuyt                         |                                     | KVP                                 | Piet Engels                                |        | KVP    |
| vanaf 1971 minister van Volksgezondheid en Milieuhygiëne & minister van Cultuur, Recreatie en Maatschappelijk Werk                              |            |                                     |                                     |                                     |                                            |        |        |
| Kabinet | Periode    | Sociale Zaken en Volksgezondheid    | Partij                              | Partij                              | Cultuur, Recreatie en Maatschappelijk Werk | Partij | Partij |
| kabinet-De Jong | 1967-1971  | Bauke Roolvink                      |                                     | ARP                                 | Marga Klompé                               |        | KVP    |
| kabinet-Zijlstra | 1966-1967  | Gerard Veldkamp                     |                                     | KVP                                 | Marga Klompé                               |        | KVP    |
| kabinet-Cals | 1965-1966  | Gerard Veldkamp                     |                                     | KVP                                 | Maarten Vrolijk                            |        | PvdA   |
| vanaf 1965 minister van Sociale Zaken en Volksgezondheid & minister van Cultuur, Recreatie en Maatschappelijk Werk                              |            |                                     |                                     |                                     |                                            |        |        |
| Kabinet | Periode    | Sociale Zaken en Volksgezondheid    | Partij                              | Partij                              | Maatschappelijk Werk                       | Partij | Partij |
| kabinet-Marijnen | 1963-1965  | Gerard Veldkamp                     |                                     | KVP                                 | Jo Schouwenaar-Franssen                    |        | VVD    |
| kabinet-De Quay | 1961-1963  | Gerard Veldkamp                     |                                     | KVP                                 | Marga Klompé                               |        | KVP    |
| kabinet-De Quay | 1961       | Victor Marijnen (wnd.)              |                                     | KVP                                 | Marga Klompé                               |        | KVP    |
| kabinet-De Quay | 1959-1961  | Charles van Rooy                    |                                     | KVP                                 | Marga Klompé                               |        | KVP    |
| kabinet-Beel II | 1958-1959  | Louis Beel (wnd.)                   |                                     | KVP                                 | Marga Klompé                               |        | KVP    |
| kabinet-Drees III | 1956-1958  | Ko Suurhoff                         |                                     | PvdA                                | Marga Klompé                               |        | KVP    |
| kabinet-Drees II | 1952-1956  | Ko Suurhoff                         |                                     | PvdA                                | Frans-Joseph van Thiel                     |        | KVP    |
| kabinet-Drees II | 1952-1956  | Ko Suurhoff                         | Louis Beel (wnd.)                   | PvdA                                |                                            | KVP    |        |
| vanaf 1952 minister van Sociale Zaken en Volksgezondheid & minister van Maatschappelijk Werk                                                    |            |                                     |                                     |                                     |                                            |        |        |
| Kabinet | Periode    | Sociale Zaken en Volksgezondheid    | Sociale Zaken en Volksgezondheid    | Sociale Zaken en Volksgezondheid    | Sociale Zaken en Volksgezondheid           | Partij | Partij |
| kabinet-Drees I | 1951-1952  | Dolf Joekes                         | Dolf Joekes                         | Dolf Joekes                         | Dolf Joekes                                |        | PvdA   |
| vanaf 1951 minister van Sociale Zaken en Volksgezondheid                                                                                        |            |                                     |                                     |                                     |                                            |        |        |
| voor 1951: zie minister van Sociale Zaken |            |                                     |                                     |                                     |                                            |        |        |

Minister-president · Algemene Zaken · Asiel en Migratie · Binnenlandse Zaken en Koninkrijksrelaties · Buitenlandse Zaken · Defensie · Economische Zaken · Financiën · Infrastructuur en Waterstaat · Justitie · Klimaat en Groene Groei · Landbouw, Visserij, Voedselzekerheid en Natuur · Onderwijs, Cultuur en Wetenschap · Sociale Zaken en Werkgelegenheid · Volksgezondheid, Welzijn en Sport · Volkshuisvesting en Ruimtelijke Ordening · zonder portefeuille

Voormalige ministeries: 

Eredienst